# Singer Building
Het Singer Building was een wolkenkrabber in New York, ontworpen door Ernest Flagg. Het gebouw was 186,57 meter hoog en telde 47 verdiepingen. De bouw vond plaats tussen 1906 en 1908 en in 1968 werd het gebouw, tegelijk met het City Investing Building dat er naast stond, gesloopt om plaats te maken voor het One Liberty Plaza. Het Singer Building was van 1908 tot en met 1909 het hoogste gebouw in de wereld. Het overtrof de Philadelphia City Hall, maar in 1909 werd de Metropolitan Life Insurance Company Tower gebouwd, die weer hoger was. Het gebouw werd, voordat het werd gesloopt, als kantoor van de Singer Corporation gebruikt.
Het Singer Building is het op twee na hoogste gebouw ooit gesloopt, na het World Trade Center en de Avala TV Tower in Servië. Wel is het Singer Building het hoogste gebouw ooit dat legaal gesloopt werd.

## Afbeeldingen

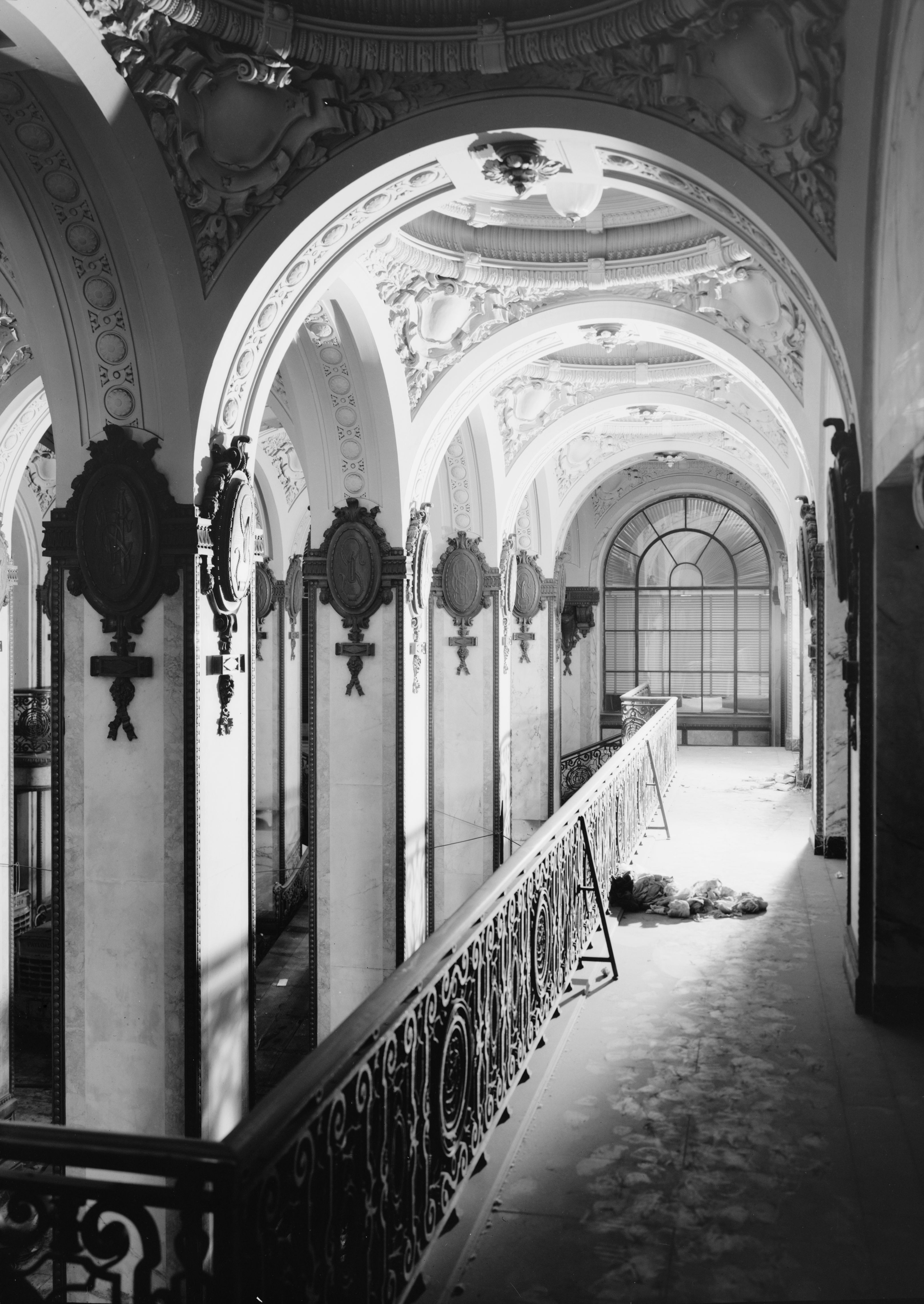
Interieur
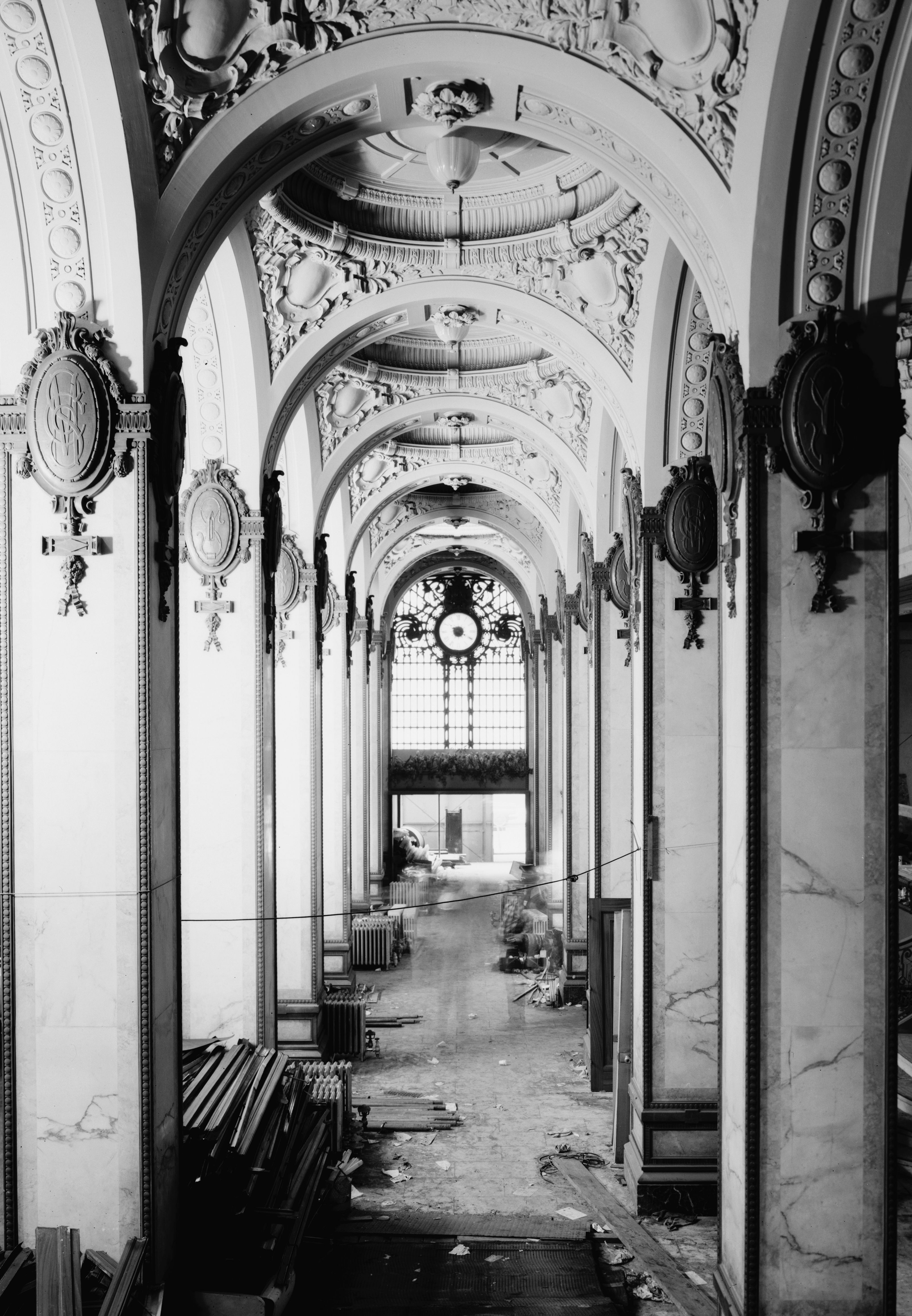
Interieur
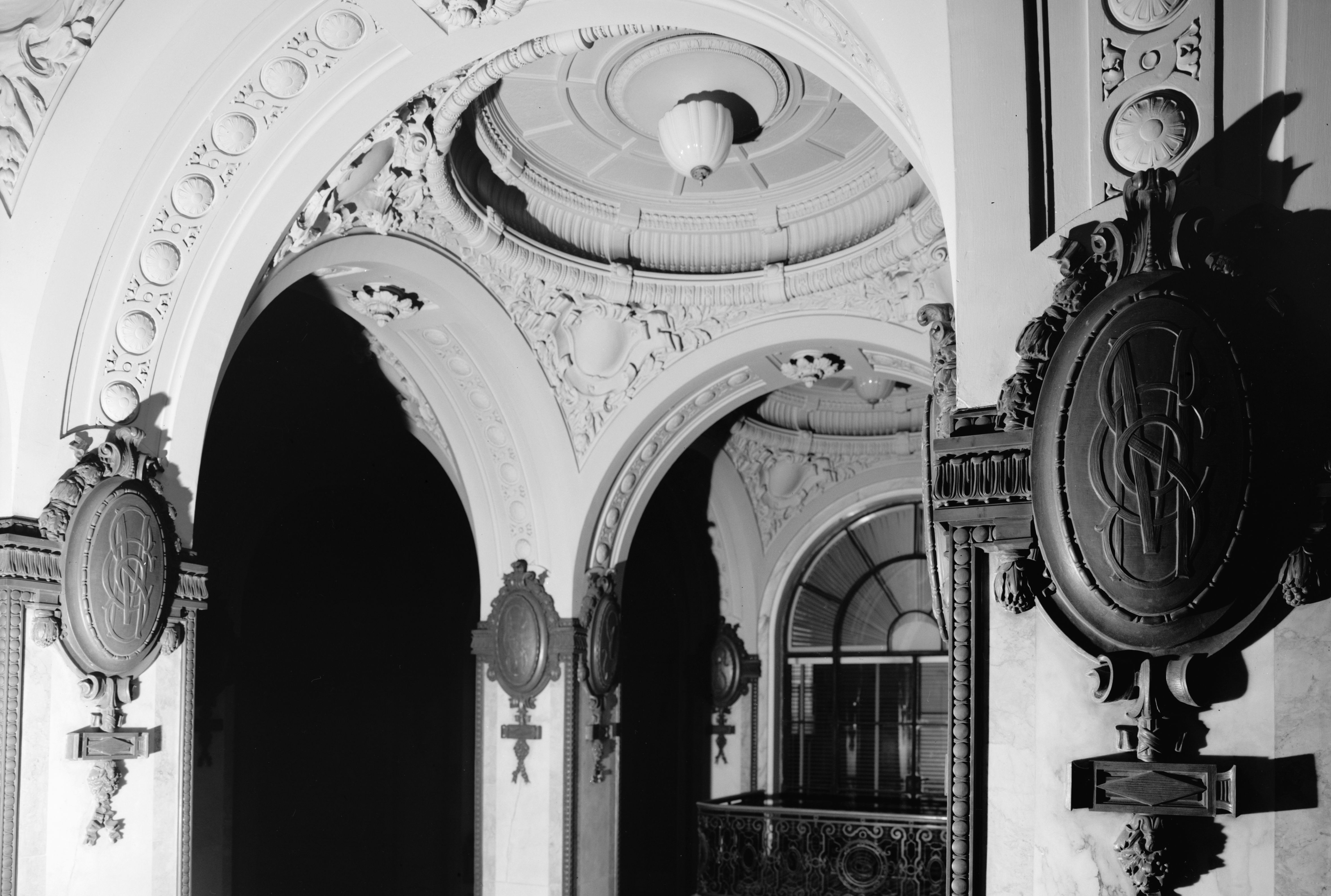
Interieur
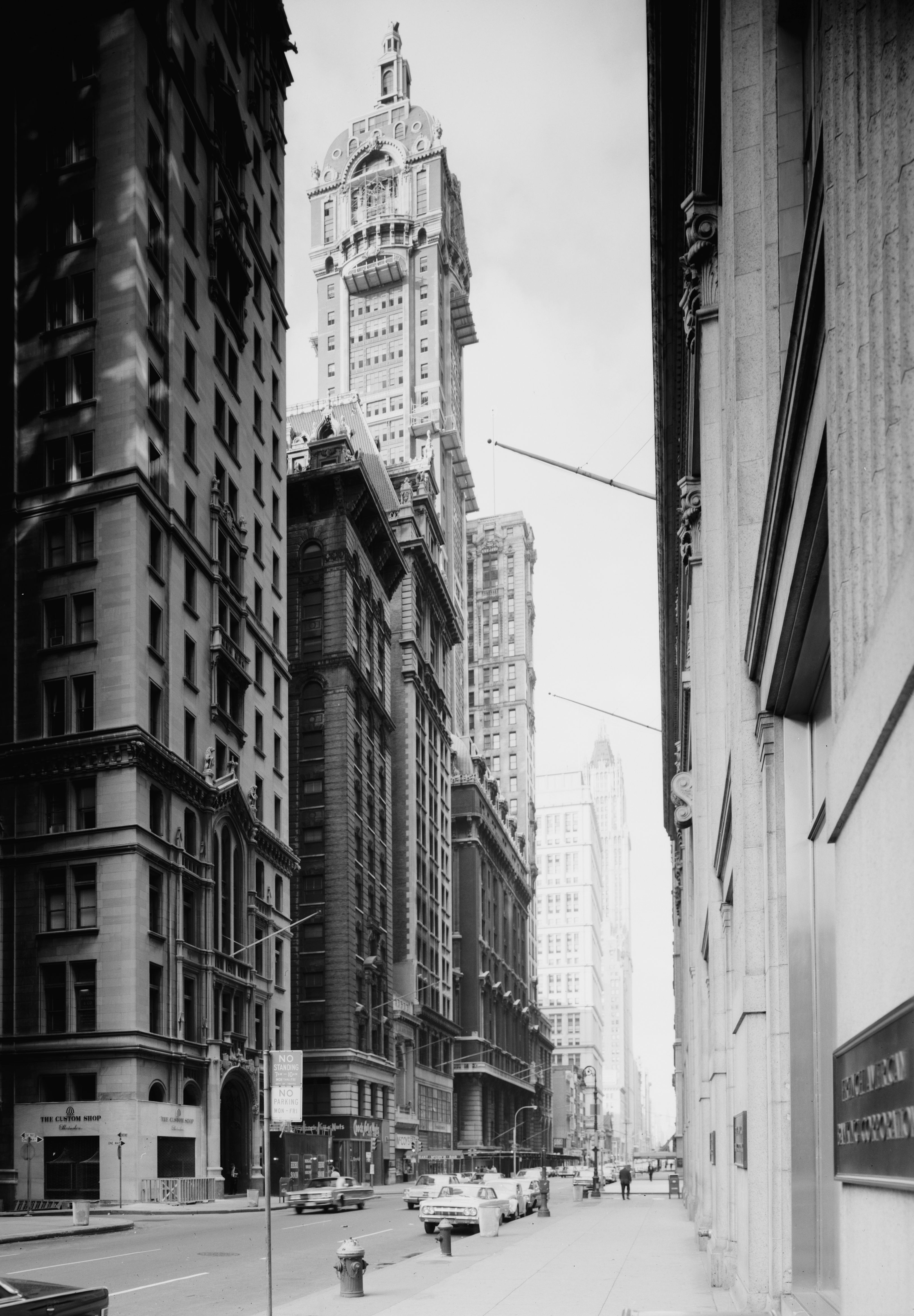
september 1967, foto door JE Boucher
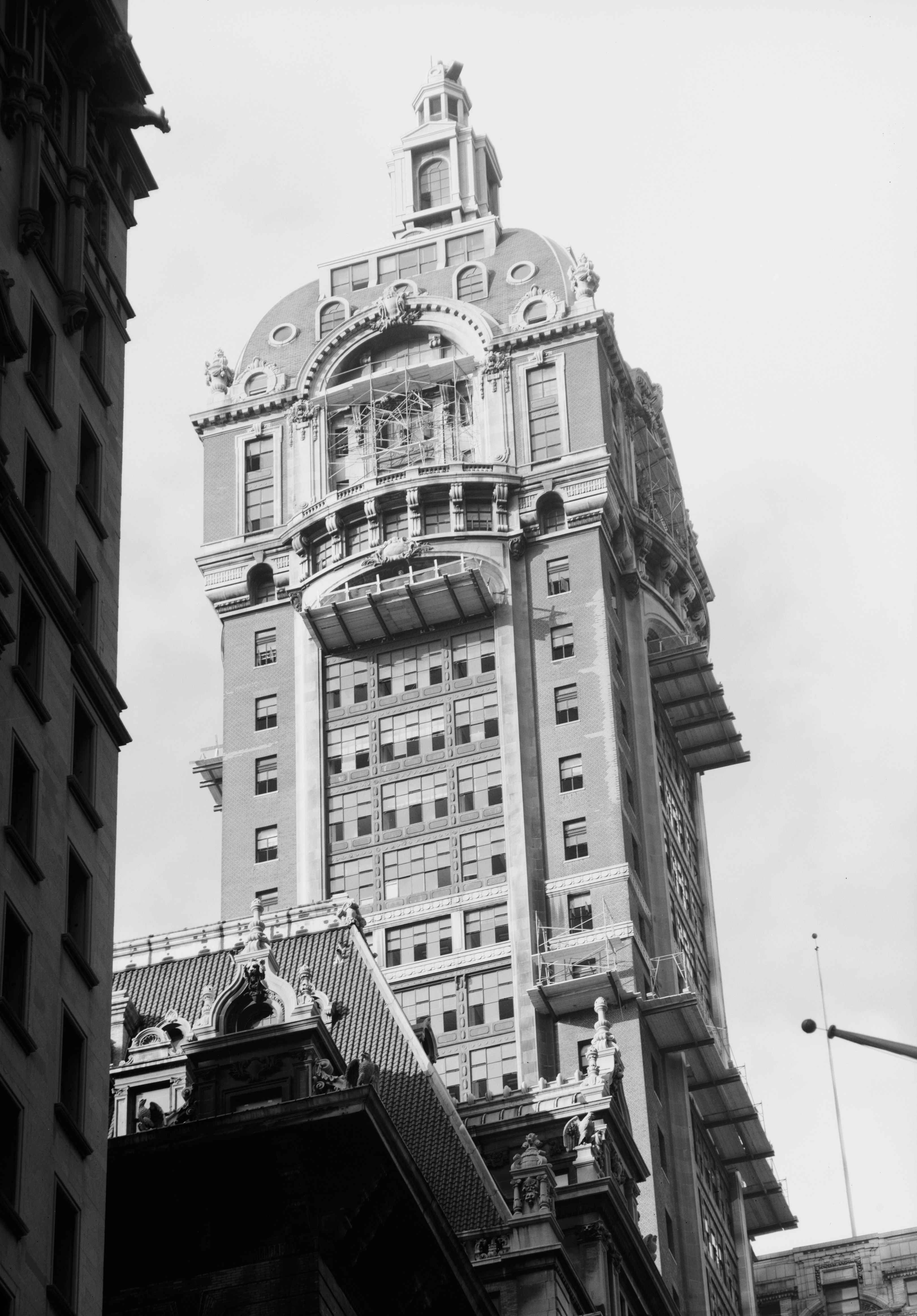
september 1967, foto door JE Boucher
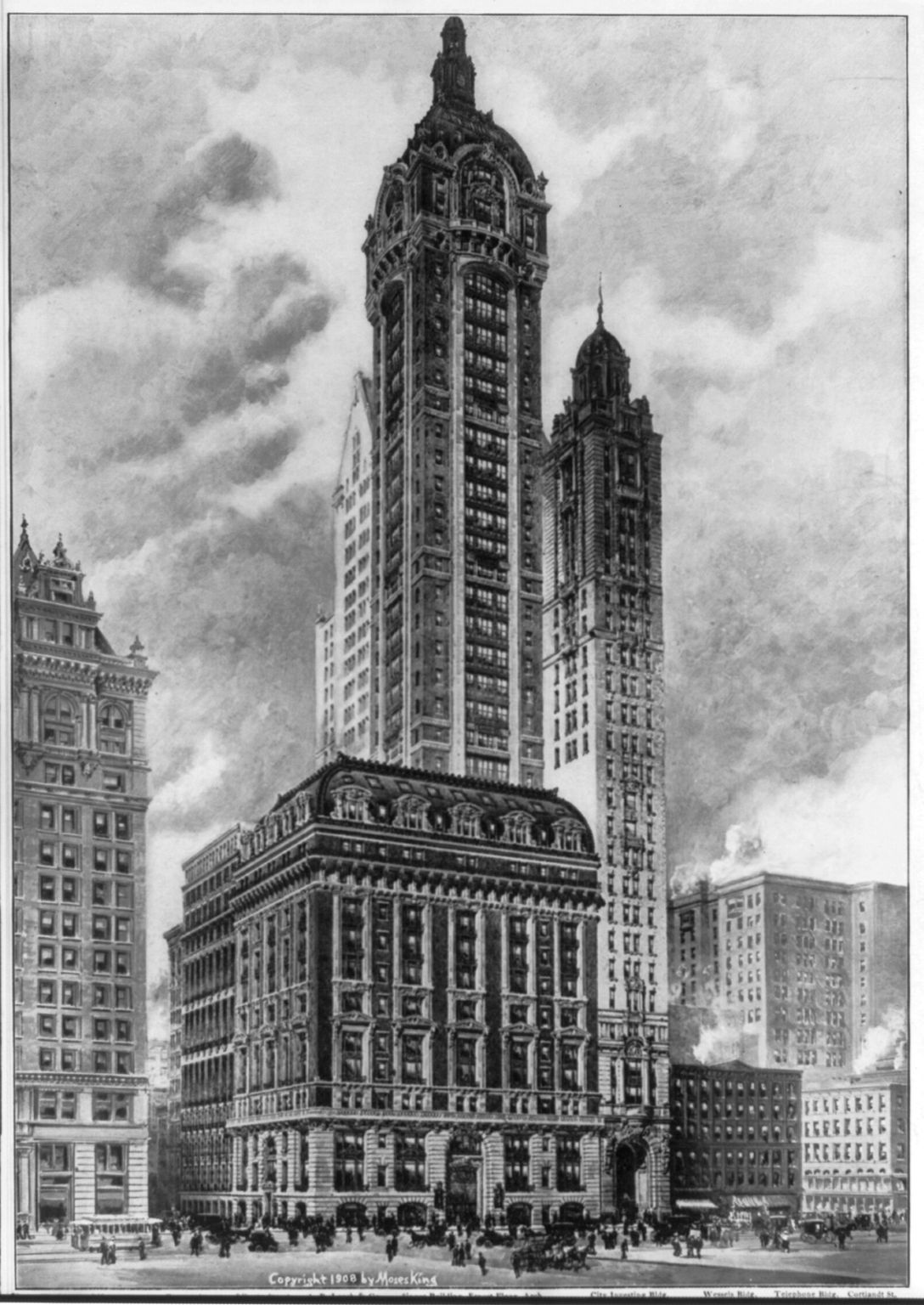
Tekening
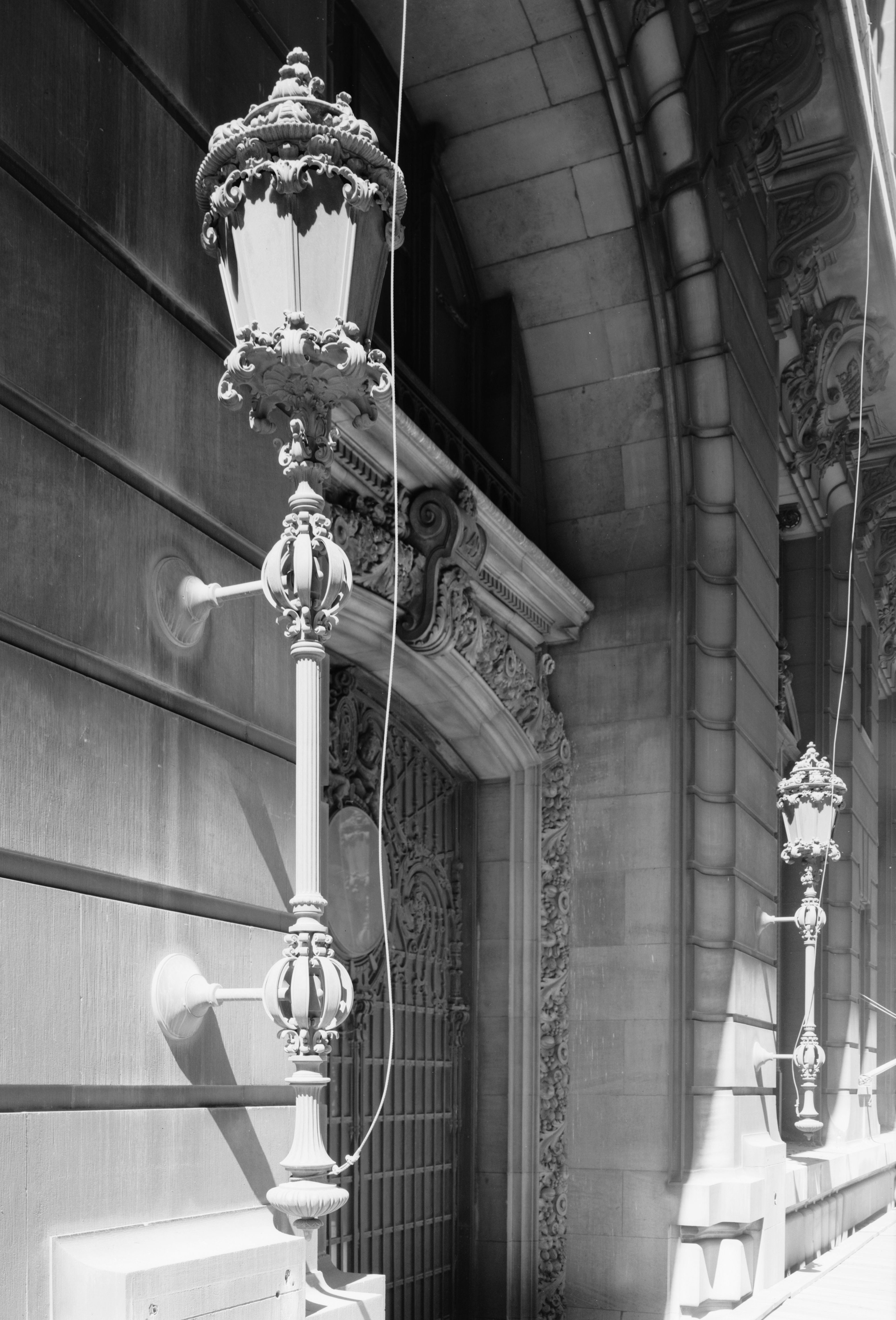
Detail
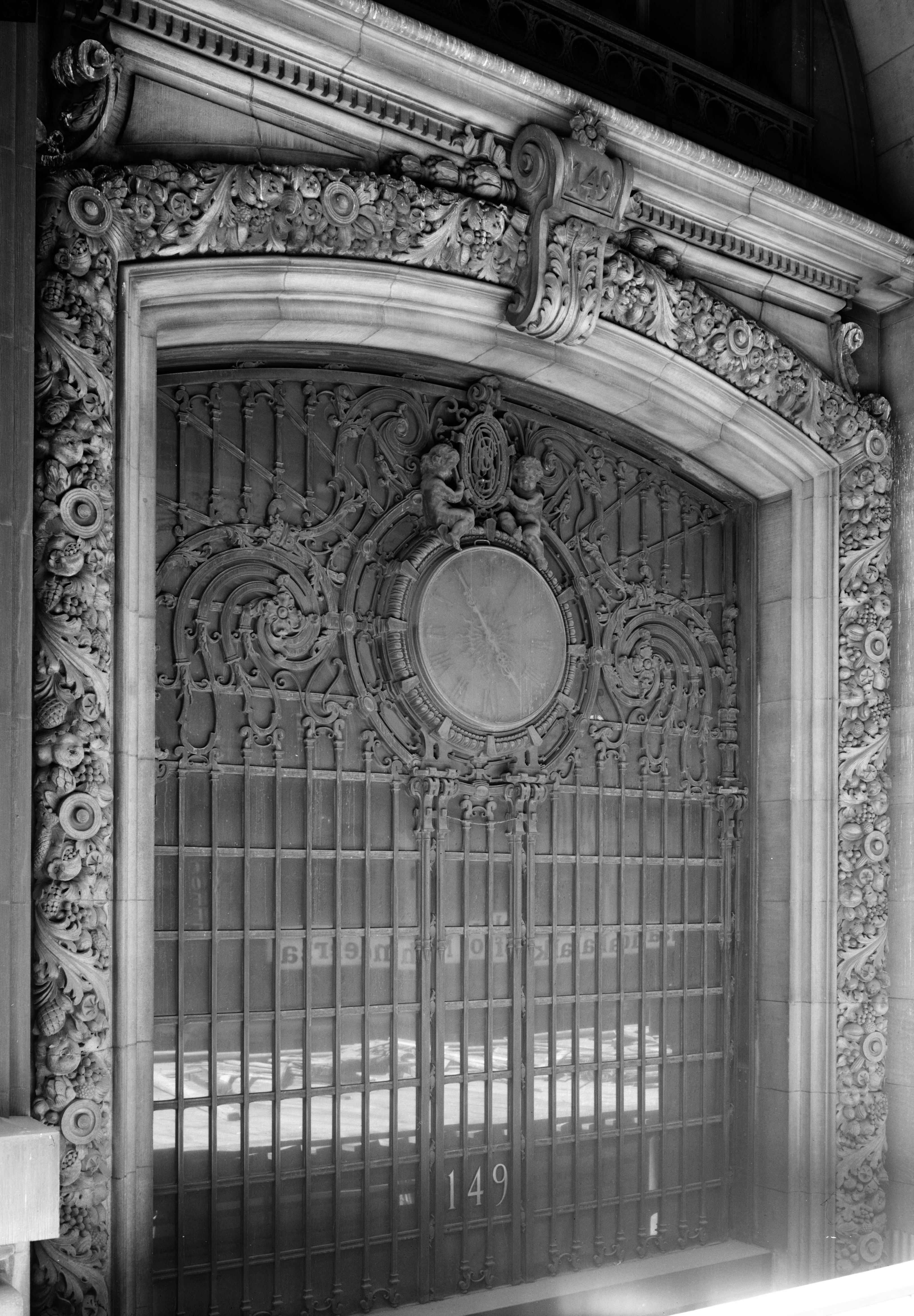
Detail
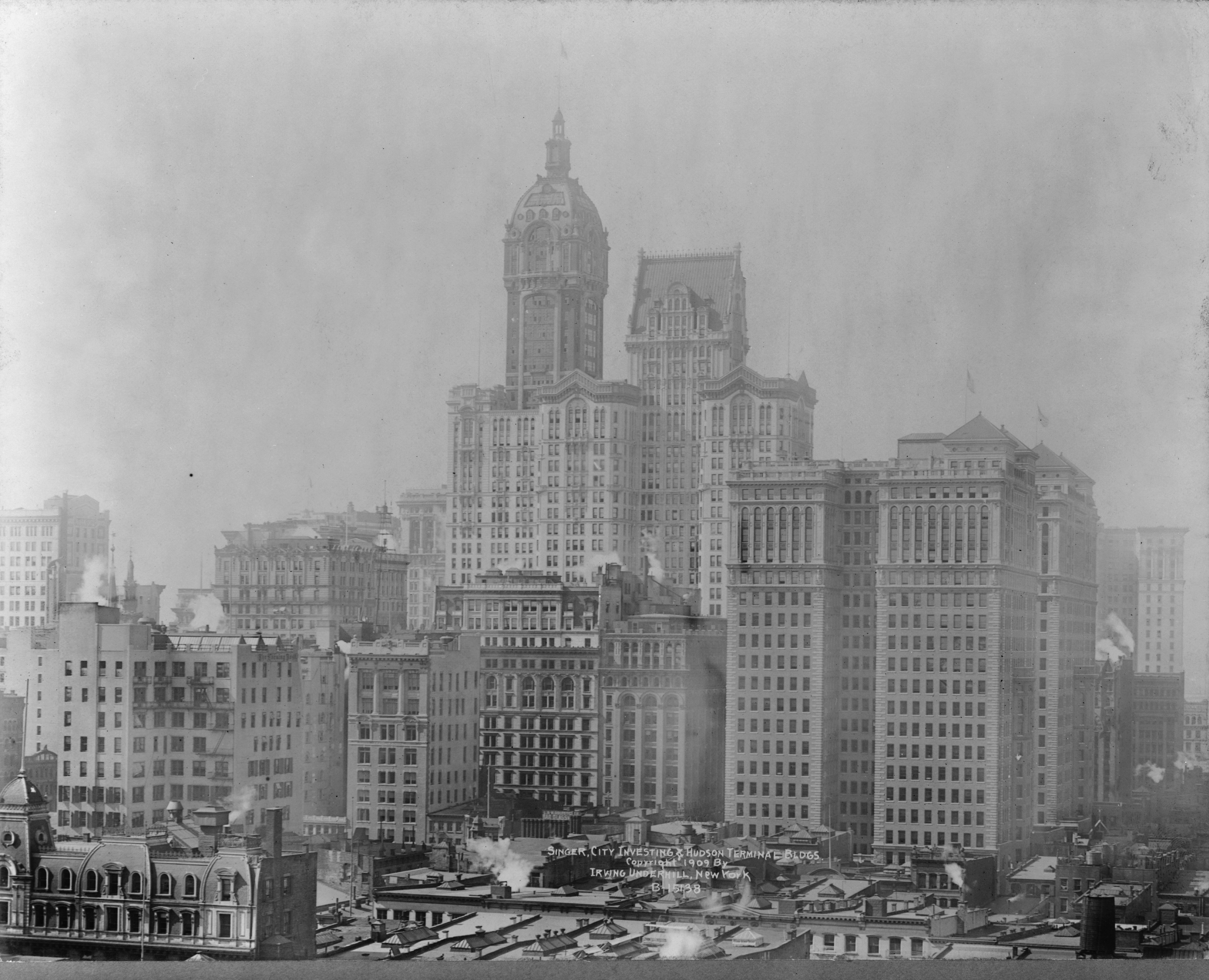
In de skyline van New York

## Voetnoten
1. ↑  Engelstalige Wikipedia. Ernest Flagg
2. ↑  http://www.emporis.com/application/?nav=building&id=102519
3. ↑  Singer Building

## Websites
- Structurae database. Singer Building.
- Skyscrapercity. A History of the Singer Building Construction from 1908!.